# Декорація імен
Декорація імен (англ. name mangling чи англ. name decoration) — це техніка що використовується компіляторами для перетворення імен функцій, змінних чи інших програмних сутностей в унікальні ідентифікатори.
Метою є добавка додаткової інформації, по суті сигнатури метода для кодування додаткової інформації в назві функції, структури, класу або іншого типу даних, щоб передати більше семантичної інформації від компілятора до компонувальника.

## Опис
Потреба в декорації імен виникає, коли мова програмування дозволяє іменувати різні сутності однаковим ідентифікатором, наприклад, якщо вони існують в різних просторах імен (зазвичай визначених модулем, класом або явною директивою простору імен) або мають різні сигнатури типів (наприклад, під час перевантаження функцій). В таких випадках потрібно щоб ідентифікатор містив якусь додаткову інформацію, оскільки він може вимагати різних, спеціалізованих правил виклику в машинному коді.
Будь-який об'єктний код, створений компіляторами, зазвичай пов'язується з іншими фрагментами об'єктного коду (створеними тим самим або іншим компілятором) за допомогою програми, який називається лінкером або компонувальником. Компонувальнику потрібна велика кількість інформації про кожну сутність програми. Наприклад, для правильного зв'язування функції компонувальнику потрібно знати не лише її ім'я, а кількість аргументів, їхні типи та їх спосіб передачі тощо.
Прості мови програмування 1970-х років, такі як C, розрізняли підпрограми лише за їхньою назвою, ігноруючи іншу інформацію, включаючи типи параметрів та повернених значень. Передача параметрів також відбувалась по одному стандарту. Пізніші мови програмування, такі як C++, визначили більш строгі вимоги до підпрограм, щоб вони вважалися «рівними», такі як типи параметрів, тип повернення та угода про виклик функцій. Ці вимоги дозволяють перевантажувати методи та виявляти деякі помилки (наприклад, використання різних визначень функції ще під час компіляції різних файлів вихідного коду). Ці суворіші вимоги були необхідні для роботи з існуючими інструментами програмування. Таким чином, додаткові вимоги були закодовані в назві ідентифікатора, оскільки це була єдина інформація, яку мав традиційний лінкер.

## Приклади

### С
Хоча декорація імен зазвичай не є обов'язковою та не використовується мовами програмування, які не підтримують перевантаження функцій, такими як C та класичний Pascal, вони використовують її в деяких випадках для надання додаткової інформації про функцію. Наприклад, компілятори, орієнтовані на платформи Microsoft Windows, підтримують різноманітні конвенції викликів, які визначають спосіб надсилання параметрів до підпрограм і повернення результатів. Оскільки різні правила виклику несумісні одна з одною, компілятори доповнюють назву функції кодами, що детально описують, яке правило слід використовувати для виклику конкретної процедури.
Схема декорації імен для бінарного формути ОС Windows була розроблена Microsoft і неофіційно використовувалася іншими компіляторами, включаючи Digital Mars, Borland та GNU Compiler Collection (GCC), під час компіляції коду для платформ Windows. Ця схема застосовується навіть до інших мов програмування, таких як Pascal, D, Delphi, Fortran та C#. Це дозволяє підпрограмам, написаним цими мовами, викликати або бути викликаними існуючими бібліотеками Windows, використовуючи угоду про виклики, відмінну від тієї, що використовується за замовчуванням.
Під час компіляції наступних прикладів на C:
```
int
 
_cdecl
    
f
 
(
int
 
x
)
 
{
 
return
 
0
;
 
}

int
 
_stdcall
  
g
 
(
int
 
y
)
 
{
 
return
 
0
;
 
}

int
 
_fastcall
 
h
 
(
int
 
z
)
 
{
 
return
 
0
;
 
}

```

32-бітні компілятори видають відповідно:
```
_f
_g@4
@h@4
```

У схемах виклику stdcall та fastcall функція кодується як_name@X та @name@X відповідно, де X — це кількість байтів (у десятковій системі числення) для аргументу(ів) у списку параметрів (включаючи ті, що передані в регістрах, наприклад, якщо використовується fastcall). У випадку cdecl, ім'я функції просто починається з символу підкреслення.
64-розрядна конвенція у Windows (Microsoft C) не має початкового символу підкреслення. Ця різниця може в деяких рідкісних випадках призвести до невирішених зовнішніх проблем під час перенесення такого коду на 64 бітні системи. Наприклад, код Fortran може використовувати «псевдонім» для посилання на метод C за іменем наступним чином:
```
SUBROUTINE 
f
()

!DEC$ ATTRIBUTES C, ALIAS:'_f' :: f

END SUBROUTINE

```

Це буде компілюватися та компонуватися нормально при генерації 32-бітного коду, але генеруватиме помилку невизначего ідентифікатора _f при генерації 64-бітного коду. Один із способів вирішення цієї проблеми — взагалі не використовувати «псевдонім» (у якому назви методів зазвичай потрібно писати з великої літери в C та Fortran). Інший варіант — використовувати опцію BIND:
```
SUBROUTINE 
f
()
 
BIND
(
C
,
NAME
=
"f"
)

END SUBROUTINE

```

У мові C більшість компіляторів також змінюють статичні функції та змінні (а в C++ функції та змінні, оголошені як static або поміщені в анонімний простір імен) в одиницях трансляції, використовуючи ті ж правила змін, що й для їхніх нестатичних версій. Якщо функції з однаковою назвою (і параметрами для C++) також визначені та використовуються в різних одиницях трансляції, вони також декоруються до однакової назви, що потенційно може призвести до конфлікту. Однак, вони не будуть еквівалентними, якщо їх викликати у їх відповідних модулях трансляції. Компілятори зазвичай можуть вільно видавати довільні зміни для цих функцій, оскільки доступ до них з інших блоків перекладу є нелегальним, тому їм ніколи не знадобиться зв'язування між різними об'єктними областями (таке зв'язування по суті ніколи не потрібне). Щоб запобігти конфліктам зв'язування, компілятори використовуватимуть стандартне декорування, але використовуватимуть так звані «локальні» символи. Під час зв'язування багатьох таких одиниць трансляції може існувати кілька визначень функції з однаковою назвою, але результуючий код викликатиме лише одне з них залежно від того, з якої одиниці трансляції вона походить. Зазвичай це робиться за допомогою механізму переміщення (англ. relocation).

### C++
Компілятори C++ вдаються до декорації імен найчастіше через необхідність підтримки різних методів викликів. Перші компілятори C++ були реалізовані як транслятори вихідного коду мови C, який потім компілюється компілятором C в об'єктний код; через це ідентифікатори символів мали відповідати правилам ідентифікаторів C. Навіть пізніше, з появою компіляторів, які безпосередньо створювали машинний код, компонувальник системи зазвичай не підтримував символи C++, і декорування все ще було необхідним.
Мова C++ не визначає стандартної схеми декорації, тому кожен компілятор використовує свою власну. C++ також має складні мовні функції, такі як класи, шаблони, простори імен та можливість перевантаження операторів та функцій; всі ці можливості змінюють значення певних символів залежно від контексту або способу використання. Метадані про ці особливості мають бути добавлені до сигнатури через декорації імен. Оскільки системи декорації імен для таких функцій не стандартизовані між компіляторами, мало хто з лінкерів може лінкувати об'єктний код, створений різними компіляторами.

#### Простий приклад
Один модуль трансляції C++ може визначати дві функції з назвою f() наступним чином:
```
int
  
f
 
()
 
{
 
return
 
1
;
 
}

int
  
f
 
(
int
)
  
{
 
return
 
0
;
 
}

void
 
g
 
()
 
{
 
int
 
i
 
=
 
f
(),
 
j
 
=
 
f
(
0
);
 
}

```

Це окремі функції, які нічим, окрім назви, не пов'язані одна з одною. Таким чином, компілятор C++ закодує інформацію про тип в їх назві, результат буде приблизно таким:
```
int
  
__f_v
 
()
 
{
 
return
 
1
;
 
}

int
  
__f_i
 
(
int
)
  
{
 
return
 
0
;
 
}
 

void
 
__g_v
 
()
 
{
 
int
 
i
 
=
 
__f_v
(),
 
j
 
=
 
__f_i
(
0
);
 
}

```

Навіть якщо якесь ім'я унікальне, як то g(), воно все одно декорується: декорування імен застосовується буквально до всіх символів C++ (за винятком тих, що знаходяться в блоці extern "C"{}.

#### Складний приклад
Декорування імен в цьому прикладі, в коментарях під відповідним ідентифікатором, створено компіляторами GNU GCC 3.x, згідно з ABI IA-64 (Itanium):
```
namespace
 
wikipedia
 

{

   
class
 
article
 

   
{

   
public
:

      
std
::
string
 
format
 
();
  
// = _ZN9wikipedia7article6formatEv

      
bool
 
print_to
 
(
std
::
ostream
&
);
  
// = _ZN9wikipedia7article8print_toERSo

      
class
 
wikilink
 

      
{

      
public
:

         
wikilink
 
(
std
::
string
 
const
&
 
name
);
  
// = _ZN9wikipedia7article8wikilinkC1ERKSs

      
};

   
};

}

```

Усі декоровані символи починаються з _Z (це ідентифікатор, який починається з символу підкреслення, за яким йде велика літера Z, є зарезервованим ідентифікатором у мові C, чим гарантується відсутність конфлікту з ідентифікаторами користувачів); потім йде літера N, потім серія пар <довжина, ідентифікатор> (довжина в символах та сама назва ідентифікатора) і, нарешті, літера E Наприклад, wikipedia::article::format стає:
```
_ZN9wikipedia7article6formatE
```

Для функцій після цього додається інформація про тип параметрів; оскільки format() є функцією void, це просто v, отже:
```
_ZN9wikipedia7article6formatEv
```

Для print_to використовується стандартний тип std::ostream (який єtypedefВикористовується для std::basic_ostream<char, std::char_traits<char> >), який має спеціальний псевдонім So ; таким чином, посилання на цей тип — RSo, а повна назва функції буде такою:
```
_ZN9wikipedia7article8print_toERSo
```

#### Як різні компілятори декорують одні й ті ж функції
Не існує стандартизованої схеми, за якою навіть тривіальні ідентифікатори C++ декоруються, і, як наслідок, різні компілятори (або навіть різні версії одного й того ж компілятора, або один і той самий компілятор на різних платформах) декорують публічні символи радикально різними (а отже, абсолютно несумісними) способами. Розглянемо, як різні компілятори C++ декорують одні й ті ж функції:
| Compiler                                       | void h(int)      | void h(int, char)    | void h(void)        |
| ---------------------------------------------- | ---------------- | -------------------- | ------------------- |
| Intel C++ 8.0 for Linux                        | _Z1hi            | _Z1hic               | _Z1hv               |
| HP aC++ A.05.55 IA-64                          | _Z1hi            | _Z1hic               | _Z1hv               |
| IAR EWARM C++                                  | _Z1hi            | _Z1hic               | _Z1hv               |
| GCC 3.x and higher                             | _Z1hi            | _Z1hic               | _Z1hv               |
| Clang 1.x and higher                           | _Z1hi            | _Z1hic               | _Z1hv               |
| GCC 2.9.x                                      | h__Fi            | h__Fic               | h__Fv               |
| HP aC++ A.03.45 PA-RISC                        | h__Fi            | h__Fic               | h__Fv               |
| Microsoft Visual C++ v6-v10 (mangling details) | ?h@@YAXH@Z       | ?h@@YAXHD@Z          | ?h@@YAXXZ           |
| Digital Mars C++                               | ?h@@YAXH@Z       | ?h@@YAXHD@Z          | ?h@@YAXXZ           |
| Borland C++ v3.1                               | @h$qi            | @h$qizc              | @h$qv               |
| OpenVMS C++ v6.5 (ARM mode)                    | H__XI            | H__XIC               | H__XV               |
| OpenVMS C++ v6.5 (ANSI mode)                   |                  | CXX$__7H__FIC26CDH77 | CXX$__7H__FV2CB06E8 |
| OpenVMS C++ X7.1 IA-64                         | CXX$_Z1HI2DSQ26A | CXX$_Z1HIC2NP3LI4    | CXX$_Z1HV0BCA19V    |
| SunPro CC                                      | __1cBh6Fi_v_     | __1cBh6Fic_v_        | __1cBh6F_v_         |
| Tru64 C++ v6.5 (ARM mode)                      | h__Xi            | h__Xic               | h__Xv               |
| Tru64 C++ v6.5 (ANSI mode)                     | __7h__Fi         | __7h__Fic            | __7h__Fv            |
| Watcom C++ 10.6                                | W?h$n(i)v        | W?h$n(ia)v           | W?h$n()v            |

Примітки:
- Компілятор Compaq C++ на OpenVMS VAX та Alpha (але не IA-64) та Tru64 UNIX має дві схеми декорування імен. Оригінальна, достандартна схема відома як модель ARM і базується на стандарті, описаному у C++ Annotated Reference Manual (ARM). З появою нових можливостей у стандартному C++, зокрема шаблонів, схема ARM ставала дедалі менш придатною — вона не могла кодувати певні типи функцій або створювала однаково декоровані назви для різних функцій. Тому її було замінено новою моделлю Американського національного інституту стандартів (ANSI), яка підтримувала всі функції шаблонів ANSI, але не була зворотно сумісною.
- На IA-64 існує стандартний бінарний інтерфейс програми (ABI) (див. зовнішні посилання), який визначає (серед іншого) стандартну схему декорування імен і який використовується всіма компіляторами IA-64. GNU GCC 3.x також прийняв схему декорування назв, визначену в цьому стандарті, для використання на інших платформах, відмінних від Intel.
- Visual Studio та Windows SDK містять програму undname, яка друкує прототип функції у стилі C для заданого задекорованого імені.
- У Microsoft Windows компілятор Intel[2] та Clang[3] використовують підхід декорування Visual C++ для сумісності.

#### Обробка символів C під час компонування з C++
Ідея поширеної ідіоми C++:
```
#ifdef __cplusplus 

extern
 
"C"
 
{

#endif

    
/* ... */

#ifdef __cplusplus

}

#endif

```

полягає в тому, щоб забезпечити, щоб символи всередині були «неспотвореними» — щоб компілятор генерував бінарний файл з їхніми іменами без декорування, як це зробив би компілятор C. Оскільки визначення мови C не декоруються, то компілятор C++ ніяк не змінює ці ідентифікатори.
Наприклад, стандартна бібліотека рядків <string.h>, зазвичай містить щось подібне до:
```
#ifdef __cplusplus

extern
 
"C"
 
{

#endif

void
 
*
memset
 
(
void
 
*
,
 
int
,
 
size_t
);

char
 
*
strcat
 
(
char
 
*
,
 
const
 
char
 
*
);

int
   
strcmp
 
(
const
 
char
 
*
,
 
const
 
char
 
*
);

char
 
*
strcpy
 
(
char
 
*
,
 
const
 
char
 
*
);

#ifdef __cplusplus

}

#endif

```

Таким чином, код, такий як:
```
if
 
(
strcmp
(
argv
[
1
],
 
"-x"
)
 
==
 
0
)
 

    
strcpy
(
a
,
 
argv
[
2
]);

else
 

    
memset
 
(
a
,
 
0
,
 
sizeof
(
a
));

```

використовує правильні, «неспотворені» назви strcmp та memset. Якби extern "C" не використовувався, компілятор C++ (SunPro) створив би код, еквівалентний такому:
```
if
 
(
__1cGstrcmp6Fpkc1_i_
(
argv
[
1
],
 
"-x"
)
 
==
 
0
)
 

    
__1cGstrcpy6Fpcpkc_0_
(
a
,
 
argv
[
2
]);

else
 

    
__1cGmemset6FpviI_0_
 
(
a
,
 
0
,
 
sizeof
(
a
));

```

Оскільки ці символи не існують у бібліотеці виконання C (наприклад, libc), це призведе до помилок компонування.

#### Стандартизована декорація імен у C++
Здавалося б, що стандартизована декорація імен у мові C++ призведе до більшої сумісності між реалізаціями компіляторів. Однак, така стандартизація сама по собі не буде достатньою для гарантії сумісності компіляторів C++, і вона може навіть створити хибне враження, що сумісність можлива та безпечна, коли це не так. Декорація імен — це лише один із кількох аспектів бінарного інтерфейсу застосунку (ABI), які необхідно визначити та дотримуватися в реалізації C++. Інші аспекти ABI, такі як обробка винятків, схема віртуальної таблиці, структура та вирівнювання стекових фреймів, також призводять до несумісності різних реалізацій C++. Крім того, вимога певної форми декорації спричинить проблеми для систем, де обмеження реалізації (наприклад, довжина символів) диктують окрему схему декорації. Стандартизована вимога щодо змінення імен також запобігала б реалізації, де зміна взагалі не потрібна — наприклад, лінкеру, який розуміє мову C++.
Тому стандарт C++ не намагається стандартизувати декорацію імен. Навпаки, Анотований довідник з C++ (ISBN 0-201-51459-1, розділ 7.2.1c) активно заохочує використання різних схем декорації, щоб запобігти зв'язуванню, коли інші аспекти ABI несумісні.
Тим не менш, на деяких платформах повний C++ ABI був стандартизований, включаючи зміну імен.

#### Реальні наслідки декорації імен у C++
Оскільки символи C++ регулярно експортуються з DLL та спільних об'єктних файлів, схема декорації імен не є лише внутрішньою справою компілятора/лінкера. Різні компілятори (або різні версії одного й того ж компілятора, у багатьох випадках) створюють такі бінарні файли з різними схемами оформлення імен, а це означає, що символи часто не розрізняються, якщо компілятори, що використовувалися для створення бібліотеки, та програма, яка її використовує, використовували різні схеми. Наприклад, якщо система з кількома встановленими компіляторами C++ (наприклад, GNU GCC та компілятор постачальника ОС) бажає встановити бібліотеки Boost C++, її доведеться компілювати кілька разів (один раз для GCC і один раз для компілятора постачальника).
З міркувань безпеки добре, щоб компілятори, що створюють несумісні об'єктні коди (коди, засновані на різних ABI, наприклад, щодо класів та винятків), використовували різні схеми декорації імен. Це гарантує, що ці несумісності виявляються на етапі зв'язування, а не під час виконання програмного забезпечення (що може призвести до незрозумілих помилок та серйозних проблем зі стабільністю).
З цієї причини декорування імен є важливим аспектом будь-якого ABI, пов'язаного з C++.
Бувають випадки, особливо у великих, складних базах коду, коли може бути важко або непрактично зіставити задекороване ім'я, що видається в повідомленні про помилку компонувальника, з відповідним токеном/ім'ям змінної у вихідному коді. Ця проблема може значно ускладнити ідентифікацію відповідного вихідного файлу (файлів) для розробників збірки або тестування, навіть якщо використовується лише один компілятор та лінкер. Де-декоратори (включно з тими, що входять до механізмів звітування про помилки лінкера) іноді допомагають, але сам механізм декорування може відкинути критично важливу інформацію для усунення неоднозначності.

#### Розкодування декорування за допомогою c++filt
```
$ 
c++filt
 
-n
 
_ZNK3MapI10StringName3RefI8GDScriptE10ComparatorIS0_E16DefaultAllocatorE3hasERKS0_

Map<StringName, Ref<GDScript>, Comparator<StringName>, DefaultAllocator>::has(StringName const&) const

```

#### Розкодування декорування через вбудований GCC ABI
```
#include
 
<stdio.h>

#include
 
<stdlib.h>

#include
 
<cxxabi.h>

int
 
main
()
 
{

	
const
 
char
 
*
mangled_name
 
=
 
"_ZNK3MapI10StringName3RefI8GDScriptE10ComparatorIS0_E16DefaultAllocatorE3hasERKS0_"
;

	
int
 
status
 
=
 
-1
;

	
char
 
*
demangled_name
 
=
 
abi
::
__cxa_demangle
(
mangled_name
,
 
NULL
,
 
NULL
,
 
&
status
);

	
printf
(
"Demangled: %s
\n
"
,
 
demangled_name
);

	
free
(
demangled_name
);

	
return
 
0
;

}

```

Вихід:
```
Demangled: Map<StringName, Ref<GDScript>, Comparator<StringName>, DefaultAllocator>::has(StringName const&) const
```

### Python
У Python декорування використовуються для атрибутів класів, які не потрібно використовувати підкласам і які позначаються додавання до їх назви двох або більше початкових символів підкреслення та не більше ніж одним завершальним символом підкреслення. Наприклад, __thing буде декоровано, як і ___thing та __thing_, але __thing__ та __thing___ — ні. Середовище виконання Python не обмежує доступ до таких атрибутів, декорування запобігає колізіям імен лише якщо похідний клас визначає атрибут з таким самим іменем.
Зіткнувшись із спотвореними атрибутами name, Python перетворює ці назви, додаючи на початку один символ підкреслення та назву класу, що їх оточує, наприклад:
```
>>> 
class
 
Test
:

... 
    
def
 
__mangled_name
(
self
):

... 
        
pass

... 
    
def
 
normal_name
(
self
):

... 
        
pass

>>> 
t
 
=
 
Test
()

>>> 
[
attr
 
for
 
attr
 
in
 
dir
(
t
)
 
if
 
"name"
 
in
 
attr
]

['_Test__mangled_name', 'normal_name']

```